# Setmana Internacional de Coppi i Bartali 2015
La Setmana Internacional de Coppi i Bartali 2015 serà la 30a edició de la cursa ciclista Setmana Internacional de Coppi i Bartali. Es disputarà entre el 26 i el 29 de març de 2015, amb un recorregut de 595,4 km repartits entre quatre etapes, la primera d'elles dividida en dos sectors. La cursa forma part de l'UCI Europa Tour 2015, amb una categoria 2.1.
El vencedor final fou el sud-africà Louis Meintjes (MTN Qhubeka) que superà per tan sols dos segons al britànic Ben Swift (Team Sky) i en 46 al croata Matija Kvasina (Felbermayr Simplon Wels). Meintjes guanyà gràcies a la seva victòria en solitari en la darrera etapa en la qual arribà a meta amb 1' 12" sobre el grup en què hi havia el fins aleshores líder, Ben Swift. Aquesta diferència, junt a la suma de bonificacions va permetre a Meintjes aconseguir la victòria final.
En les classificacions secundàries Primož Roglič (Adria Mobil) guanyà la muntanya, Swift els punts, Simone Petilli (Unieuro Wilier) els joves i el Team Sky la classificació per equips.

## Equips
25 equips van prendre la sortida en aquesta edició:
- 1 World Tour: Team Sky
- 10 equips continentals professionals: GW Erco Shimano, Bardiani CSF, Nippo-Vini Fantini, Southeast, CCC Sprandi Polkowice, Colombia, Drapac, MTN Qhubeka, RusVelo, Topsport Vlaanderen-Baloise
- 13 equips continentals: D'Amico-Bottecchia, GM, Idea 2010 ASD, MG.Kvis-Vega, Unieuro Wilier, Adria Mobil, Amore & Vita-Selle SMP, Team Dukla Praha, Felbermayr Simplon Wels, Meridiana Kamen, Movistar Team, Roth-Skoda, Trefor-Blue Water
- 1 equip nacional: Itàlia

## Etapes
| Etapes | Data       | Recorregut                         |                           | Km    | Vencedor d'etapa            | Líder de la general   | Ref.  |
| ------ | ---------- | ---------------------------------- | ------------------------- | ----- | --------------------------- | --------------------- | ----- |
| 1a A   | 26 de març | Gatteo - Gatteo                    | Etapa accidentada         | 99,5  | Manuel Belletti (ITA)       | Manuel Belletti (ITA) | [ 3 ] |
| 1a B   | 26 de març | Gatteo a Mare - Gatteo             | contrarellotge individual | 13,3  | CCC Sprandi Polkowice (POL) | Davide Rebellin (ITA) | [ 3 ] |
| 2a     | 27 de març | Cesenatico - Sogliano al Rubicone  | Etapa de mitja muntanya   | 156,2 | Ben Swift (GBR)             | Ben Swift (GBR)       | [ 4 ] |
| 3a     | 28 de març | Calderara di Reno - Crevalcore     | Etapa plana               | 173,0 | Francesco Chicchi (ITA)     | Ben Swift (GBR)       | [ 5 ] |
| 4a     | 29 de març | Pavullo nel Frignano - Roccapelago | Etapa de muntanya         | 152,9 | Louis Meintjes (RSA)        | Louis Meintjes (RSA)  | [ 1 ] |

## Classificació general
| Pos | Ciclista                  | Equip                   | Temps       |
| --- | ------------------------- | ----------------------- | ----------- |
| 1   | Louis Meintjes (RSA)      | MTN Qhubeka             | 14h 31' 42" |
| 2   | Ben Swift (GBR)           | Team Sky                | + 2"        |
| 3   | Matija Kvasina (CRO)      | Felbermayr Simplon Wels | + 46"       |
| 4   | Francesco Bongiorno (ITA) | Bardiani CSF            | + 1' 01"    |
| 5   | Davide Rebellin (ITA)     | CCC Sprandi Polkowice   | + 2' 31"    |
| 6   | Kanstantsín Siutsou (BLR) | Team Sky                | + 2' 38"    |
| 7   | Franco Pellizotti (ITA)   | GW Erco Shimano         | + 2' 39"    |
| 8   | Simone Stortoni (ITA)     | GW Erco Shimano         | + 3' 12"    |
| 9   | Valerio Agnoli (ITA)      | Itàlia                  | + 3' 33"    |
| 10  | Carlos Quintero (COL)     | Colombia                | + 3' 35"    |

## Evolució de les classificacions
| Etapa | Vencedor              | Classificació general | Classificació per punts | Classificació de la muntanya | Classificació dels joves | Classificació per equips |
| ----- | --------------------- | --------------------- | ----------------------- | ---------------------------- | ------------------------ | ------------------------ |
| 1a    | Manuel Belletti       | Manuel Belletti       | Manuel Belletti         | Gianfranco Zilioli           | Davide Ballerini         | Southeast                |
| 1b    | CCC Sprandi Polkowice | Davide Rebellin       | Manuel Belletti         | Gianfranco Zilioli           | Ildar Arslanov           | CCC Sprandi Polkowice    |
| 2     | Ben Swift             | Ben Swift             | Ben Swift               | Nicola Gaffurini             | Søren Kragh Andersen     | Team Sky                 |
| 3     | Francesco Chicchi     | Ben Swift             | Manuel Belletti         | Nicola Gaffurini             | Søren Kragh Andersen     | Team Sky                 |
| 4     | Louis Meintjes        | Louis Meintjes        | Ben Swift               | Primož Roglič                | Simone Petilli           | Team Sky                 |
| Final | Final                 | Louis Meintjes        | Ben Swift               | Primož Roglič                | Simone Petilli           | Team Sky                 |